# Détente

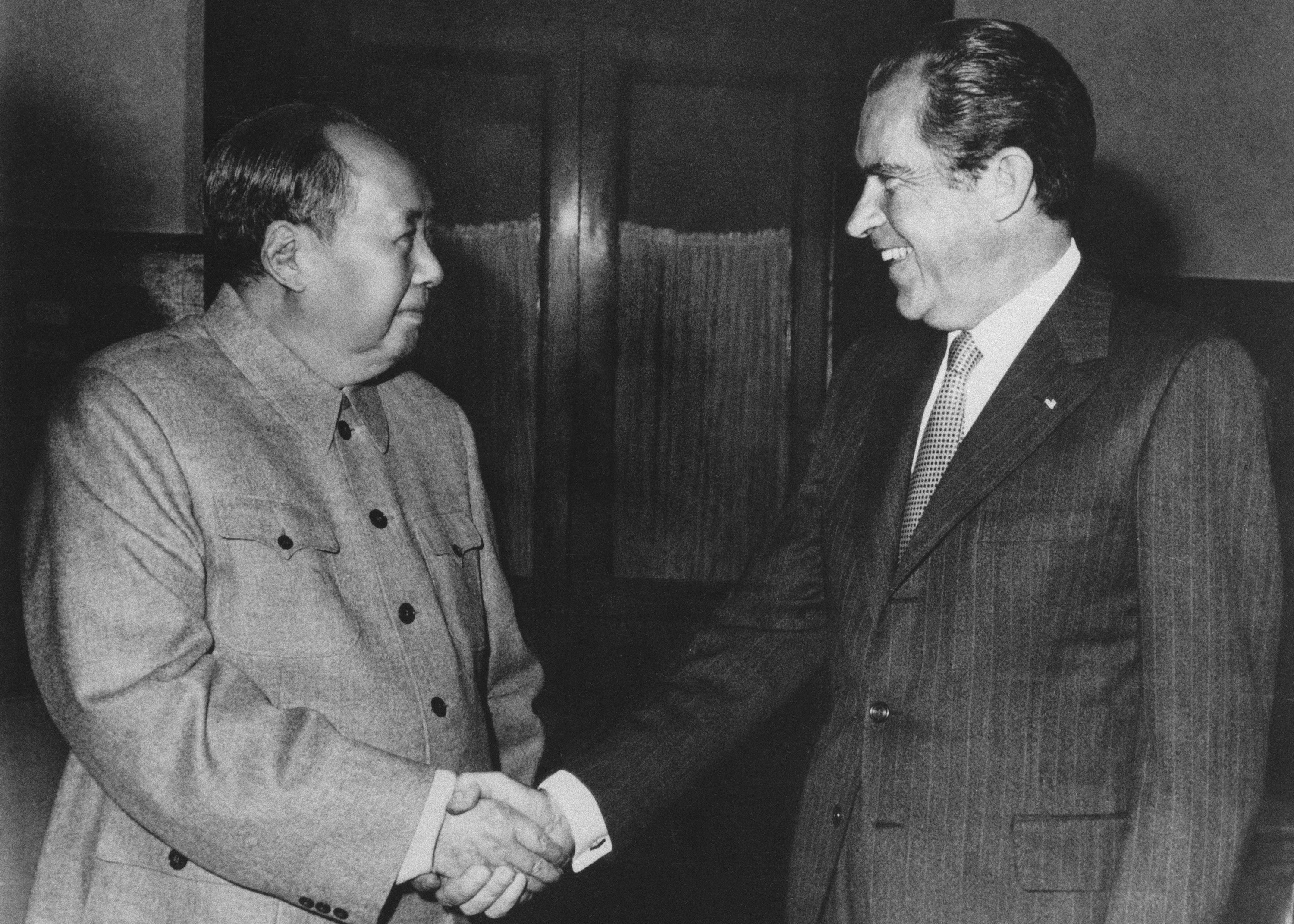
Spotkanie Nixona z Mao, Pekin 1972

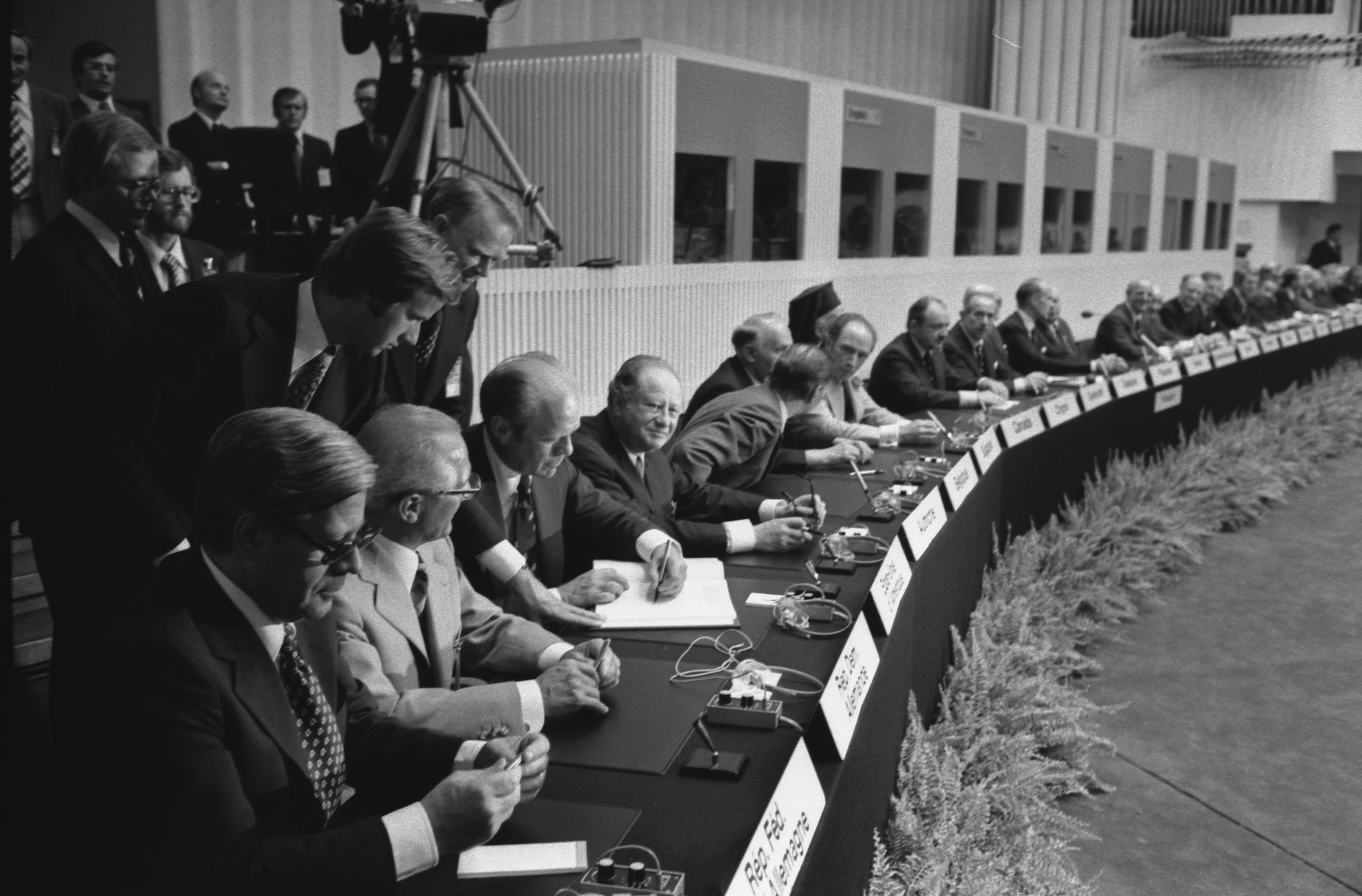
Podpisanie Aktu końcowego KBWE przez prezydenta Geralda Forda, 1975

Détente (z fr. odprężenie) – określenie z zakresu stosunków międzynarodowych używane w odniesieniu do złagodzenia napięcia między stronami zimnej wojny w latach 70. W związku z rozpoczęciem procesu KBWE, podpisaniem Aktu końcowego Konferencji Bezpieczeństwa i Współpracy w Europie nastąpiła faza pokojowej koegzystencji i dialogu pomiędzy mocarstwami. Główną ideą détente była gotowość do współpracy i negocjacji. Zakończeniem okresu détente była radziecka interwencja w Afganistanie.

## Charakterystyka
Symptomami zmian w relacjach między Wschodem i Zachodem było kilka wydarzeń politycznych. Już w 1967 rozpoczęły się Rozmowy o Ograniczeniu Zbrojeń Strategicznych, zakończone podpisaniem porozumień SALT I i SALT II. Socjaldemokratyczny rząd Willy’ego Brandta (1969-1974) realizował Ostpolitik, co doprowadziło do zawarcia porozumień z ZSRR i PRL. Kolejnymi krokami były układy w sprawie statusu Berlina Zachodniego z 1971 i 1972, ratyfikacja przez Bundestag porozumień z ZSRR i PRL oraz przyjęcie do ONZ obu państw niemieckich w 1973. Jednocześnie już w 1972 z wizytą (poprzedzoną dyplomacją pingpongową) do Chin udał się Richard Nixon. Finalnie w 1975 został podpisany Akt końcowy Konferencji Bezpieczeństwa i Współpracy w Europie, co wpłynęło na złagodzenie zimnowojennego napięcia.
Jednak narastające problemy gospodarcze, zarówno w USA, jak i ZSRR, zwiększenie aktywności ruchów dysydenckich w państwach bloku wschodniego i fala eurokomunizmu w Europie południowej komplikowały wzajemne relacje. Pomimo rozmów i podpisania układu SALT II ZSRR kontynuował politykę zbrojeń, a następnie najechał Afganistan. Wybór Ronalda Reagana na prezydenta USA oznaczał koniec epoki odprężenia. Politycy państw Europy Zachodniej próbowali kontynuować politykę détente (m.in. spotkanie Breżniew-d’Estaing w Warszawie w 1980).
Przyjmuje się, że drugi okres détente miał początek po przejęciu władzy przez Michaiła Gorbaczowa.